# Yvon Bourdet
Yvon Bourdet (Albussac, Corresa, 8 de juny de 1920 - París, 11 de març de 2005) va ser un resistent, professor, historiador, sociòleg, militant i teòric del marxisme autogestionari francès.

## Biografia
Nascut en el si d'una família de pagesos pobres, va ingressar al seminari i durant la Segona Guerra Mundial va ser membre d'un grup de resistència catòlica a Corresa "Jeunes Chrétiens Combatants". Més tard va exercir de professor de filosofia, el 1955, i també va estudiar història i sociologia. Va exercit la docència a Amiens i Vanves. En particular, va estudiar l'austromarxisme i va editar textos de Max Adler i Otto Bauer. Va ser director de recerca al CNRS.
Activista del grup marxista "Socialisme o barbàrie", creat per Castoriadis i Lefort, des de 1954, es va implicar en la revista "Arguments", dirigida per Edgar Morin, Kostas Axelos i Jean Duvignaud. També escrigué a "Noir et rouge" i a "Notes Crítiques" Es va consagrar al tema de l'autogestió promovent una revista que du aquest nom. Des de 1960 a 1965 va formar part "Parti Socialiste Unifié" (PSU)
Yvon Bourdet va escriure a la revista "Études de marxologie" dirigida per Maximilien Rubel, així com a "Arguments" i a "Autogestion et socialisme".

## Obres
- Communisme et marxisme, notes critiques de sociologie politique, M. Brient et Cie, 1963
- La délivrance de Prométhée : pour une théorie politique de l'autogestion, Éditions Anthropos, 1970
- Avec Georges Haupt, Felix Kreissler et Herbert Steiner : Dictionnaire biographique du mouvement ouvrier international, Autriche, Les Éditions ouvrières, 1971
- Figures de Lukács, Éditions Anthropos, 1972
- Pour l'autogestion, Éditions Anthropos, 1974
- Avec Alain Guillerm: L'Autogestion, Seghers, 1975
- Qu'est-ce qui fait courir les militants ? : analyse sociologique des motivations et des comportements, Stock, 1976
- Éloge du patois ou l'Itinéraire d'un Occitan : récit, Éditions Galilée, 1977
- L'Espace de l'autogestion : le capital, la capitale, Éditions Galilée, 1978